# Arthur Aston
Arturo Aston (1590-1649) fue un soldado profesional a lo largo de toda su vida, pero se le conoce mejor por su apoyo al rey Carlos I de Inglaterra durante la guerra civil inglesa, y en el folclore irlandés por su horripilante muerte en el asedio de Drogheda, durante la reconquista de Irlanda, donde fue apaleado con su propia pierna de madera hasta morir. Era nativo del condado inglés de Cheshire, y de una prominente familia católica.

## Carrera primaria en Europa central
Su padre había sido también un soldado profesional que había servido en Rusia en 1610, y que siendo católico, había llamado la atención y confianza del rey polaco Segismundo Vasa. Aston acordó aumentar la corona polaca en 2 000 mercenarios británicos para la guerra que Polonia tuvo con Turquía en 1621. Aunque la mayoría de estos mercenarios dirigidos a Polonia fueron devueltos por los protestantes daneses en el estrecho de Dinamarca, el capitán Aston consiguió desembarcar con éxito unos 300 británicos e irlandeses de los gravámenes que su padre disponía en Polonia. Tropas que, posteriormente formaron la guardia del rey polaco. Aston, ascendió hasta el rango de mayor en 1627, y realizó servicios considerables durante las guerras polaco-suecas.